# Tétrabromure de tellure
Le tétrabromure de tellure est un composé chimique de formule TeBr4. C'est un solide cristallisé jaune orangé hygroscopique qui se décompose au contact de l'eau. Il est soluble dans l'éther diéthylique et l'acide acétique. Il se dissout dans l'acide bromhydrique HBr en formant l'acide hexabromurotellurique H2TeBr6, dont on peut isoler des sels alcalins, comme l'hexabromurotellurate de césium  Cs2TeBr6, de couleur rouge orangé, qui peut être facilement purifié.
Le tétrabromure de tellure se décompose à la chaleur en libérant du brome, raison pour laquelle il ne peut être fondu ou distillé à pression atmosphérique sans se décomposer. À l'état solide, il est formé de tétramères de type cubane dans lesquels quatre unités TeBr3+Br− unies par des ponts bromure. À l'état liquide, c'est un conducteur de l'électricité à travers les espèces ioniques TeBr3+ and Br−. Lorsqu'il est dissous dans le benzène ou le toluène, il forme des tétramères non ionisés Te4Br16. Dans les solvants ayant des propriétés donneuses, comme l'acétonitrile CH3CN, il se forme des complexes ioniques qui rendent la solution conductrice :
TeBr4 + 2 CH3CN → (CH3CN)2TeBr3+ + Br−.
On peut préparer le tétrabromure de tellure en faisant réagir du brome Br2 sur du tellure :
Te + 2 Br2 ⟶ TeBr4.
Une autre voie de synthèse possible fait intervenir le tétrachlorure de tellure TeCl4 ou le dioxyde de tellure TeO2 à 110 °C avec le tribromure de bore BBr3 :
3 TeCl4 + 4 BBr3 ⟶ 3 TeBr4 + 4 BCl3 ;
3 TeO2 + 4 BBr3 ⟶ 3 TeBr4 + 2 B2O3.
ou encore en faisant réagir du monobromure d'iode IBr sur du tellure :
4 IBr + Te ⟶ TeBr4 + 2 I2.